# Tsundoku
Tsundoku (japansk: 積ん読) er indhentet læsemateriale der stables i hjemmet, med henblik på at blive læst en dag. 
Betegnelsen går tilbage til Meiji-perioden (1868-1912), som anvendt slang. Tsundoku kombinerer elementer af tsunde-oku (積んでおく, at stable ting op til senere, efterlade) og dokusho (読書, læsebøger). 
Det er blevet foreslået at indlemme ordet i det engelske sprog.
Amerikaneren A. Edward Newton beskrev et lignende bibliomanisk fænomen i 1921.